# Dorfkirche Dennewitz

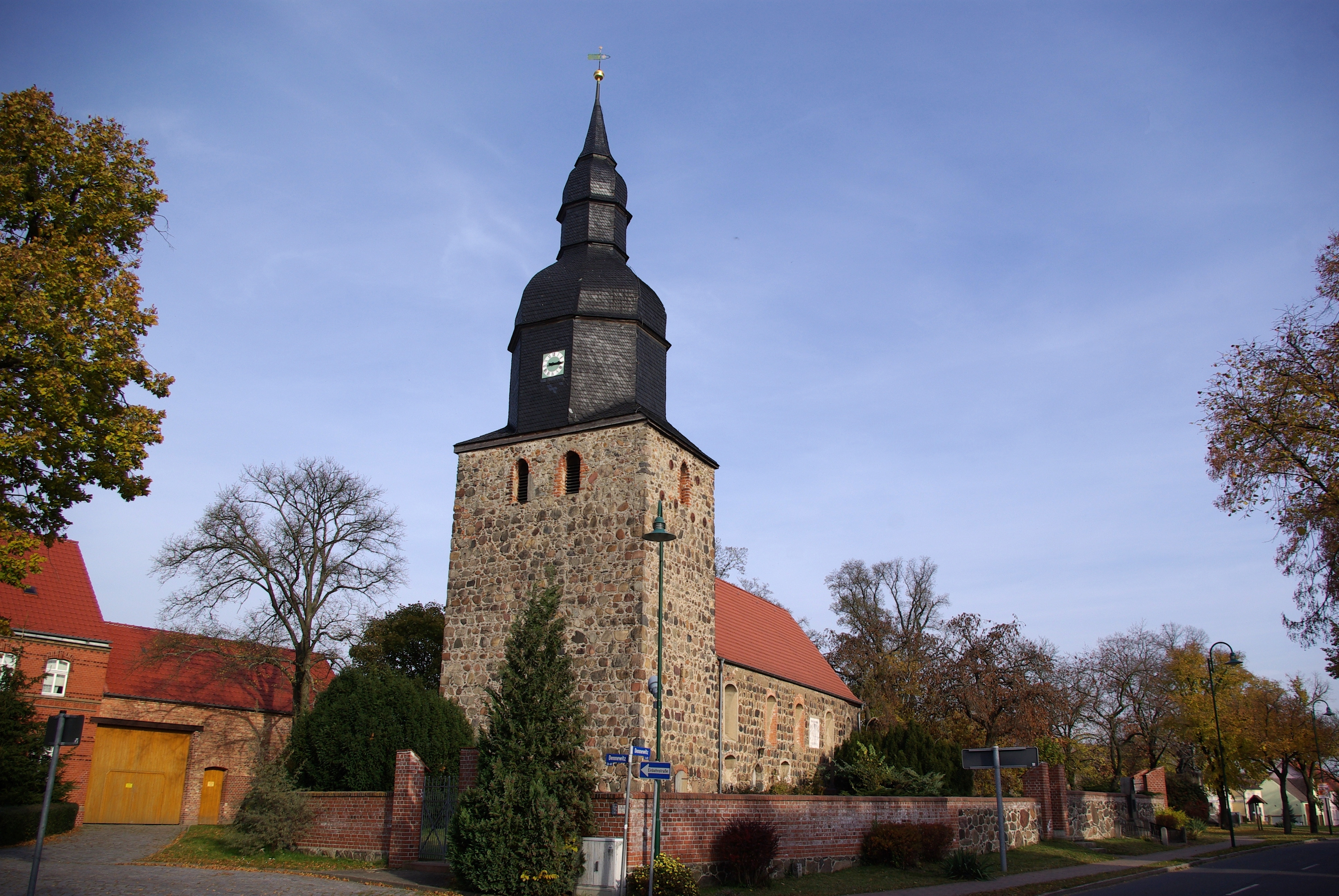
Die Kirche von Südwesten aus

Die Dorfkirche Dennewitz ist ein Baudenkmal im Niedergörsdorfer Ortsteil Dennewitz im Landkreis Teltow-Fläming in Brandenburg. Die Dorfkirche steht erhöht im Kirchhof, dieser ist von einer Mauer aus Ziegel und Feldstein umrahmt. Die Kirche gehört heute zur evangelischen Kirchengemeinde Borgisdorf, einem Ortsteil der Gemeinde Niederer Fläming. Das Patronatsrecht lag beim Landesherren.

## Geschichte
Im Jahre 1174 wird ein Priester „Fridericus de Danewiz“ erwähnt, daher wird vermutet, dass es bereits einen Vorgängerbau gegeben hat. Die Kirche ist ein gotischer Saalbau aus Feldstein. Die Bauzeit war wohl in der zweiten Hälfte des 13. Jahrhunderts oder um 1300. Der Turm wurde im 14. oder eventuell im 15. Jahrhundert erbaut. Im Dreißigjährigen Krieg diente die Kirche als Notunterkunft, hier wohnten arme Einwohner mit ihrem Vieh. Im Jahre 1686 brannte die Kirche teilweise aus, der genaue Schaden ist aber nicht mehr bekannt. Von 1714 bis 1716 wurde der Turm wiederaufgebaut. Er erhielt damals die heutige Form mit einem achteckigen Aufbau mit geschweifter Haube und einer Laterne. Bei den Bauarbeiten im Jahre 1715 wurde die Spitze durch einen Sturm auf das Dach der Kirche geworfen, welches dabei beschädigt wurde. Die Haube wurde bei einem Blitzschlag im Jahr 1724 beschädigt und musste wieder erneuert werden. Weitere Renovierungen fanden von 1817 bis 1818 statt. Von 1856 bis 1859 wurde die Ostwand erneuert und das Kirchenschiff um eine Fensterachse erweitert. Zur gleichen Zeit entstanden die die Flachbogenfenster. Im laufende Zeit gab es weitere Renovierungen so 1860, 1961 1966 und 1995.

## Die Kirche
Die Kirche ist ein Saalbau aus Feldstein mit einem Westturm. Der Turm der Kirche hat keine Verbindung zur Kirche, auf der Südseite befindet sich ein Portal zum Turm. Im Oberteil des Turmes ist das Mauerwerk unregelmäßig, so dass eine Erhöhung des Turms im späten Mittelalter vermutet wird. Der Aufsatz und die geschweifte Haube mit Laterne wurden von 1714 bis 1716 hinzugefügt.
Im Inneren befindet sich ein barocker Kanzelaltar aus dem Jahr 1730, der aus Sandstein besteht. Auf dem Altar befindet sich der Aufbau mit Kanzelkorb, dieser Korb befindet sich zwischen Säulen. Auf der Rückseite befindet sich ein Gemälde mit der Kreuzigung. Neben den Säulen befinden sich Moses und Christus als Hirte. Im Unterbau des Altares befindet sich ein Sakramentsnische aus der Spätgotik. Auf der Altarrückseite ist eine Nische mit Eisentür aus dem Anfang des 16. Jahrhunderts.
Die Taufe stammt aus dem 17. Jahrhundert. Auf einem zylindrischen Sockel befindet sich eine Kuppa aus Sandstein mit Umschrift und Blattkranz, wobei der Sockel nicht das Original ist. Der schwebende Taufdeckel existiert ebenfalls nicht mehr. Die Orgel mit zehn Registern auf zwei Manualen und Pedal wurde 1928 von der Firma Schuke errichtet, das Werk ist 1996 erneuert worden. Der Pfarrerstuhl, vielleicht auch ein Beichtstuhl, wurde in der ersten Hälfte des 18. Jahrhunderts erstellt. Dieser Pfarrerstuhl ist aufwendig gestaltet.